# Debuutprijs
De Debuutprijs was een literatuurprijs die tussen 1969 en 2017 aan de vooravond van de Boekenbeurs Antwerpen werd uitgereikt aan het literair debuut van een Vlaamse auteur dat werd uitgegeven in het voorbije kalenderjaar. Bij de stopzetting bedroeg het prijzengeld voor de winnende schrijver 6200 euro dankzij steun van de provincie Antwerpen en de confederatie Boek.be. Nadat de provincies hun culturele bevoegdheden moesten afstaan aan de Vlaamse Gemeenschap werd het Vlaams Fonds voor de Letteren verantwoordelijk voor de prijs. In 2018 besliste toenmalig VFL-directeur Koen Van Bockstal om de Debuutprijs te laten opgaan in De Bronzen Uil, die jaarlijks in oktober wordt uitgereikt in Gent.
| Jaar | Winnaar                                                                 | Uitgever                          |
| ---- | ----------------------------------------------------------------------- | --------------------------------- |
| 1969 | Stevi Braem - Sextant                                                   | Desclée de Brouwer                |
| 1970 | Johan Sonneville - Netsky                                               | Sonneville                        |
| 1971 | Miriam Soetaert - Sprookjes en legenden uit Viëtnam                     | De Goudvink                       |
| 1972 | Monika van Paemel - Amazone met het blauwe voorhoofd                    | Elsevier                          |
| 1973 | Geen uitreiking                                                         |                                   |
| 1974 | Leonard Nolens - De muzeale minnaar                                     | Sonneville                        |
| 1974 | Frans Vandegoor - Displaced Persons                                     | Sonneville                        |
| 1975 | Geen uitreiking                                                         |                                   |
| 1976 | Loekie Zvonik - Hoe heette de hoedenmaker?                              | Standaard Uitgeverij              |
| 1977 | Greta Seghers - Afkeer van Faulkner                                     | Orion                             |
| 1978 | Mark Wynants - Bestemming van een danser                                | Reinaert Uitgaven                 |
| 1979 | Luc Vancampenhout - Bijna tot La Mancha                                 | De Clauwaert                      |
| 1980 | Elisabeth Marain - Het tranenmeer                                       | Elsevier / Manteau                |
| 1981 | Jos Smeyers - Archipel van de eenzaamheid                               | De Clauwaert                      |
| 1981 | Dolores Thijs - De vrouweval                                            | Elsevier / Manteau                |
| 1982 | Stefan Hertmans - Ruimte                                                | Van Hyfte                         |
| 1982 | Emile Degelin - De bevrijding                                           | Manteau                           |
| 1982 | Axel Bouts - Martin & Martins                                           | Standaard Uitgeverij              |
| 1983 | Rita Geys - Alison... Alison...                                         | Heideland-Orbis                   |
| 1984 | Jacques Hoste - Bier                                                    | C. de Vries-Brouwers              |
| 1985 | Geen uitreiking                                                         |                                   |
| 1986 | Jo Claes - De stenen toren                                              | Hadewijch                         |
| 1987 | Erik Spinoy - De jagers in de sneeuw                                    | Manteau                           |
| 1988 | Gilbert Grauws - De papegaaieschommel'                                  | Kritak                            |
| 1989 | Patricia de Martelaere - Nachtboek van een slapeloze                    | De Clauwaert                      |
| 1990 | Magda van den Akker - Het China van Gaspar                              | De Clauwaert                      |
| 1991 | Ivo Konings - Een tong op koud ivoor                                    | C. de Vries-Brouwers              |
| 1992 | Paul Verhuyck - De doodbieren                                           | De Arbeiderspers / WPG            |
| 1993 | Geertrui Daem - Boniface                                                | Dedalus                           |
| 1994 | Wim Neetens - Menselijke middelen                                       | Houtekiet / Veen Bosch & Keuning  |
| 1995 | Paul Mennes - Tox                                                       | Dedalus / Nijgh & Van Ditmar      |
| 1996 | Bernard Dewulf - Waar de egel gaat                                      | Atlas / Veen Bosch & Keuning      |
| 1997 | Paul Verhaeghen - Lichtenberg                                           | Manteau                           |
| 1998 | Jos de Wit - Grensbewoners                                              | Manteau                           |
| 1999 | Peter Holvoet-Hanssen - Dwangbuis van Houdini                           | Prometheus / Standaard Uitgeverij |
| 2000 | Erwin Mortier - Marcel                                                  | Meulenhoff / Standaard Uitgeverij |
| 2001 | Bart Koubaa - Vuur                                                      | Querido / WPG                     |
| 2002 | David Van Reybrouck - De Plaag                                          | Meulenhoff / Standaard Uitgeverij |
| 2003 | Margot Vanderstraeten - Alle mensen bijten                              | Querido / WPG                     |
| 2004 | Annelies Verbeke - Slaap                                                | De Geus                           |
| 2005 | Jan Van Loy - Bankvlees                                                 | Nijgh & van Ditmar / WPG          |
| 2006 | Geen uitreiking                                                         |                                   |
| 2007 | Ruth Lasters - Poolijs                                                  | Standaard Uitgeverij              |
| 2008 | Rachida Lamrabet - Vrouwland                                            | Meulenhoff\|Manteau               |
| 2009 | Simone Lenaerts - Zeewater is zout, zeggen ze                           | De Geus                           |
| 2010 | Joost Vandecasteele - Hoe de wereld perfect functioneert zonder mij     | De Arbeiderspers/WPG              |
| 2011 | Yannick Dangre - Vulkaanvrucht                                          | De Bezige Bij Antwerpen           |
| 2012 | Filip Rogiers - Nauwelijks lichaam                                      | De Bezige Bij Antwerpen           |
| 2013 | Christophe Van Gerrewey - Op de hoogte                                  | De Bezige Bij Antwerpen           |
| 2014 | Kris Van Steenberge - Woesten                                           | Uitgeverij Vrijdag                |
| 2015 | Lara Taveirne - De kinderen van Calais                                  | Manteau                           |
| 2016 | Frederik Willem Daem - Zelfs de vogels vallen (een bundel kortverhalen) | De Bezige Bij                     |
| 2017 | Alicja Gescinska - Een soort van liefde                                 | De Bezige Bij                     |